# Àngel Fabregat

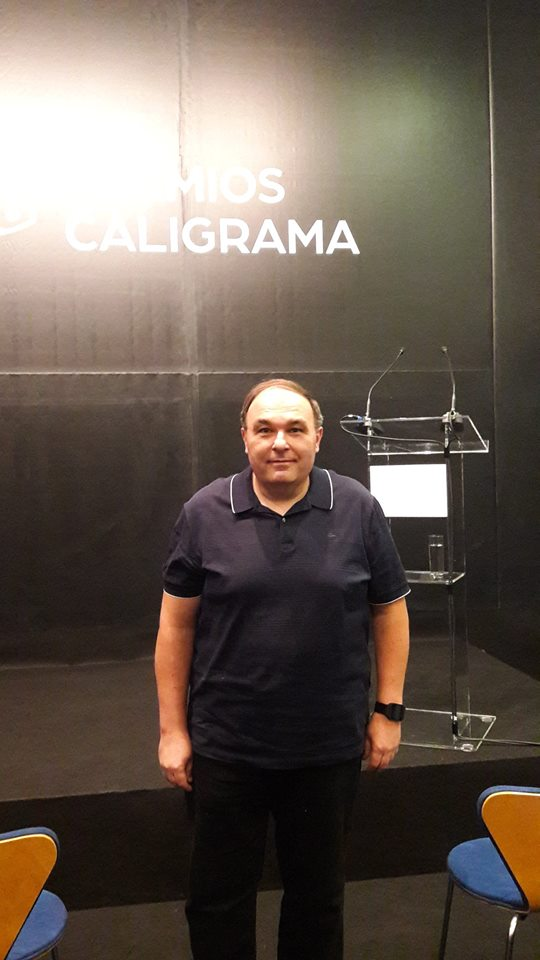
Entrega de los Premios Caligrama en la sede del Grupo Editorial Penguin Random House

Àngel Fabregat Morera (Belianes, 1965) es un escritor español.
Estudió en la Universidad Politécnica de Madrid y en la Universidad Abierta de Cataluña.

## Premios
- Premio Gabriel Ferrater 1988 de Poesía. Premis Literaris Baix Camp per a joves d'Omnium Cultural.
- Premio de Poesía "Club d'Amics de la Unesco de Barcelona 1988".
- Premio Literario "Sant Jordi" (1989) Generalidad de Cataluña.
- Premio Ateneu Igualadí 1990.
- Premio e-poemes de La Vanguardia 2009.[2]
- Premio de Poesía Miquel Bosch i Jover 2010.
- Premio de Poesía Josefina Oliveras 2010.
- Premio de Poesía Francesc Candel 2010.
- Premio de les Lletres Vila de Corbera 2010.
- Premio de Narrativa Sant Andreu de la Barca 2012.
- Premio Joan Maragall de Poesía 2013.

## Obra
- Antologia d'un Onatge (Ed. Columna, 1990)[3][4][5]
- Els vençuts.[6]
- El Cielo en Ruinas[7]

### Coautor
- Sol de Violoncel (Ed. Reus : Òmnium Cultural Baix Camp, 1988)
- Paisatges amb Solitud (Ed. Reus : Òmnium Cultural Baix Camp, 1989)
- Els Mars Tancats (Ed. Reus : Òmnium Cultural Baix Camp, 1991)